# Skotazm
Skotazm – forma melanizmu polegająca na występowaniu czarnych barw u zwierząt, w ubarwieniu których typowy jest kolor szary.